# 伯勒奇鄉
44°21′N 24°55′E / 44.350°N 24.917°E
伯勒奇鄉（羅馬尼亞語：Comuna Balaci, Teleorman），是羅馬尼亞的鄉份，位於該國南部，由特列奧爾曼縣負責管轄，面積65平方公里，海拔高度148米，2007年人口2,125，人口密度每平方公里33人。